# Gossamer Albatross
Gossamer Albatross var det første menneskedrevne fly, der krydsede den engelske kanal. Den 12. juni 1979 cyklede piloten Bryan Allen fra England til Frankrig på to timer og 49 minutter.